# مجلة إكليل الورد
مجلة إكليل الورد هي أول مجلة عراقية غير حكومية صدرت في الموصل سنة 1902 واستمرت حتى عام 1909. كانت المجلة تصدر بثلاث لغات (العربية-السريانية-الفرنسية)، لكل لغة مواضيعها الخاصة يجمعهن خط عام واحد، وطابع موحد غلب عليه الطابع الديني والثقافي.
تاريخ صدور المجلات الثلاث جاء بالشكل التالي: 
- اكليل الورد العربية 1902 كانون الثاني 1902 لغاية كانون الثاني 1909
- اكليل الورد السريانية آب 1904 لغاية تموز 1907
- اكليل الورد الفرنسية كانون أول 1906 لغاية كانون ثاني 1910.